# Giải vô địch bóng đá nữ châu Âu 1984
Giải vô địch bóng đá nữ châu Âu 1984 là giải vô địch bóng đá nữ châu Âu đầu tiên do Liên đoàn bóng đá châu Âu tổ chức. Giải gồm bốn bảng đấu vòng loại, đội thắng mỗi bảng lọt vào bán kết. Các trận bán kết được tổ chức thi đấu theo thể thức lượt đi và lượt về. Do chỉ có mười sáu đội (ít hơn một nửa số thành viên UEFA khi đó), giải chưa thể được công nhận là giải chính thức. Mỗi hiệp của các trận đấu kéo dài 35 phút, thi đấu với bóng cỡ 4.
Thụy Điển đoạt chức vô địch châu Âu đầu tiên sau khi thắng Anh tại loạt trận chung kết.

## Bán kết

### Lượt đi
| Anh                    | 2–1                       | Đan Mạch             |
| ---------------------- | ------------------------- | -------------------- |
| Curl 31' · Deighan 51' | Chi tiết (tiếng Đan Mạch) | Hindkjær 49' (ph.đ.) |

| Ý                         | 2–3                  | Thụy Điển                                          |
| ------------------------- | -------------------- | -------------------------------------------------- |
| Morace 18' · Vignotto 31' | Chi tiết (tiếng Đức) | Furlotti 21' (l.n.) · Sundhage 50' · Börjesson 59' |

### Lượt về
| Đan Mạch | 0–1                       | Anh         |
| -------- | ------------------------- | ----------- |
|          | Chi tiết (tiếng Đan Mạch) | Bampton 44' |

Anh thắng với tổng tỉ số 3–1.
| Thụy Điển                   | 2–1                  | Ý          |
| --------------------------- | -------------------- | ---------- |
| Uusitalo 26' · Sundhage 57' | Chi tiết (tiếng Đức) | Morace 50' |

Thụy Điển thắng với tổng tỉ số 5–3.

## Chung kết

### Lượt đi
| Thụy Điển    | 1–0                  | Anh |
| ------------ | -------------------- | --- |
| Sundhage 57' | Chi tiết (tiếng Đức) |     |

### Lượt về
| Anh                                         | 1–0                  | Thụy Điển                                              |
| ------------------------------------------- | -------------------- | ------------------------------------------------------ |
| Curl 31'                                    | Chi tiết (tiếng Đức) |                                                        |
| Loạt sút luân lưu                           |                      |                                                        |
| Curl · Gallimore · Bampton · Hanson · Davis | 3–4                  | Börjesson · Andersson · Johansson · Jansson · Sundhage |

Tổng tỉ số sau 2 lượt trận là 1–1. Thụy Điển thắng 4–3 trên chấm 11m.

## Vô địch
| Giải vô địch bóng đá nữ châu Âu 1984 |
| ------------------------------------ |
| · Thụy Điển                          |

## Cầu thủ ghi bàn
3 bàn
- Pia Sundhage

2 bàn
- Linda Curl
- Carolina Morace

1 bàn
| - Debbie Bampton - Elisabeth Deighan | - Inge Hindkjær - Anette Börjesson | - Doris Uusitalo - Elisabetta Vignotto |

Phản lưới nhà
- Maura Furlotti (trận gặp Thụy Điển)